# Mason Moore
Mason Moore (Granada Hills, California; 1 de febrero de 1985) es una ex actriz pornográfica estadounidense.
Se incorporó a la industria pornográfica en 2008 y desde entonces ha filmado películas y una gran variedad de escenas en los sitios Bangbros, Reality Kings, Brazzers, entre otros más.
En algunas de sus escenas realiza squirting. Ha posado para la revista erótica Penthouse.
En enero de 2019, apareció en el episodio seis de la temporada cinco del programa de televisión Botched, dando a conocer su problema con las prácticas no reguladas para mejoras estéticas en su cuerpo. En el episodio usó el alias de Tomi.